# Благозвучие
Благозву́чие, эвфони́я (греч. εὐφωνόα) — качество некоторых звуков или их сочетаний, делающее их приятными для произнесения. Считается особенно важным в поэзии, но также играет роль в прозе, ораторском искусстве и так далее.
Древнегреческие философы-стоики изучали благозвучие слов как часть логики, вместе с звуками и буквами, грамматическими ошибками и ораторским искусством; важную роль эвфонике приписывал древнеримский историк Плиний Старший. Отто Есперсен указывал, что в XVIII–XIX веках причиной всех фонетических переходов объявлялось благозвучие; он же отмечал, что эвфония имеет как субъективные причины (привычное кажется благозвучным), так и объективные (артикуляционно сложные звуки кажутся неблагозвучными).
Благозвучие является одним из главных факторов в выборе имени для ребёнка в большинстве культур. Искусственный язык квенья целенаправленно создавался с целью быть благозвучным.